# Де Бюэй де Ракан, Онора
Онора де Бюэй, маркиз де Ракан (фр. Honorat de Bueil, marquis de Racan; 5 февраля 1589, Обинье-Ракан, — 21 января 1670, Париж) — французский поэт.

## Биография
Родился в городе Обинье-Ракан (ныне в департаменте Сарта). Отец — Луи де Бюэй (1544—1597), кавалер ордена Святого Духа и лагерный маршал в армии принца де Конти. Сблизившись в молодости при дворе Генриха IV с Малербом, Ракан был обязан ему интересом к литературе, не прекращавшимся, несмотря на оживленную военную жизнь. В 1625 году он окончил лучшее своё произведение — Les bergeries, прославившие его пасторали, где царит смесь изысканной галантности, модной в его время при дворе, и любовной метафизики в духе отеля Рамбуйе.
Смерть Малерба подействовала на Ракана столь удручающим образом, что он долго ничего не писал. Лишь основание Французской академии, одним из первых членов которой он был назначен, призвало Ракана вновь к литературной деятельности. Он прочитал академии Discours contre les sciences, где предвосхищал идеи Руссо; затем как бы в виде поправки к подчас несколько смелым картинам своих пасторалей он обратился к священной поэзии, которой ещё ранее отдал дань в переводных Sept psaumes de la pénitence (1631). Теперь он написал Odes sacrées (1651) и Poésies chrétiennes (1660).
На старости лет Ракан жил в совершенно новой и чуждой ему литературной атмосфере, но критика новых литературных деятелей не коснулась его, и даже Буало не раз отзывался о нём с похвалой. Сент-Бёв (Causeries du lundi) хвалит стансы Ракана. Сочинения его собраны Кутелье (1724) и Тенан де-Латуром (Париж, 1857).
У Онора было три сына и одна дочь:
- Антуан де Бюэй (1632—1684)
- Луи де Бюэй (1633—1698)
- Онора де Бюэй (1635—1652)
- Франсуаза де Бюэй (1637—1698), в 1658 году вышла замуж за Шарля де ла Ривьера, родила троих детей